# Dysauxes virago
Dysauxes virago là một loài bướm đêm thuộc phân họ Arctiinae, họ Erebidae.